# Luis Sánchez-Moreno Lira
Luis Sánchez-Moreno Lira (* 12. November 1925 in Arequipa, Peru; † 28. September 2009 in Lima, Peru) war römisch-katholischer Erzbischof von Arequipa.
Erzbischof Luis Moreno Sánchez Lira stand im Kontakt mit Intellektuellen, Politikern, Wissenschaftlern und anderen Persönlichkeiten. Er war Förderer der Katholischen Soziallehre.

## Leben
Luis Sánchez-Moreno Lira studierte nach dem Besuch der „La Salle“-Schule in Arequipa und Lima Literatur- und Rechtswissenschaften mit Anwaltsdiplom an der Universidad Nacional de San Agustín de Arequipa (UNSA). In Barcelona und Madrid absolvierte er ein Doktoratsstudium in Jura und wurde an der Universidad Central de Madrid in Zivilrecht promoviert.
Anschließend trat er in Spanien dem Opus Dei bei, kehrte nach Peru zurück und lehrte Zivilrecht an der Pontificia Universidad Católica del Perú (PUCP). An der Päpstlichen Universität Heiliger Thomas von Aquin (Angelicum) in Rom wurde er in Kanonischem Recht promoviert.
Er empfing am 4. August 1957 in Madrid die Priesterweihe für das Opus Dei und war als Seelsorger in Peru tätig.
Papst Johannes XXIII. ernannte ihn 1961 zum Titularbischof von Nilopolis und bestellte ihn zum Weihbischof in Chiclayo. Erzbischof Romolo Carboni, Apostolischer Nuntius in Peru, spendete ihm die Bischofsweihe. Mitkonsekratoren waren Leonardo José Rodriguez Ballón OFM, Erzbischof von Arequipa, und José Dammert Bellido, Bischof von Cajamarca.
Luis Sánchez-Moreno Lira war eine der wenigen Personen, die Teilnehmer aller vier Sitzungsperioden des Zweiten Vatikanischen Konzils waren.
Papst Paul VI. bestellte ihn 1967 nach dem Tod von Daniel Figueroa Villón zunächst zum Generalvikar und Administrator des Bistums Chiclayo. 1968 wurde er zum Bischofs-Prälaten der Territorialprälatur Yauyos bestellt. Er engagierte sich insbesondere für die Caritas und die Infrastruktur für die Bevölkerung, insbesondere die Ausbildung von Lehrern. 1971 gründete er das Priesterseminar San José, wo er selbst als Professor für Kirchengeschichte tätig war. 1982 gründete er das Pädagogische Institut von Cañete. 1991 eröffnete er die von ihm initiierte Erstellung der Wallfahrtskirche Unserer Liebe Frau Mutter der Schönen Liebe (Santuario Nuestra Señora Madre del Amor Hermoso) in San Vicente de Cañete.
1996 erfolgte die Ernennung zum Erzbischof von Arequipa durch Papst Johannes Paul II. 2003 nahm Papst Johannes Paul II. seinen altersbedingten Rücktritt an. Er starb nach langer Krankheit im Alter von 83 Jahren und wurde in der Wallfahrtskirche Unserer Liebe Frau Mutter der Schönen Liebe in San Vicente de Cañete beigesetzt.
Für seine pastorale Arbeit in Chiclayo und Arequipa erhielt er 2004 die Medalla de Oro de Santo Toribio de Mogrovejo und 2009 die Ehrenmedaille des peruanischen Kongresses im Rang eines Kommandeurs (Medalla de Honor del Congreso de la República). Zuvor wurde er bereits von der Provinzregierung in Arequipa mit der Ehrenbürgerwürde und von den Universitäten von San Agustin und Santa Maria de Arequipa mit Ehrendoktorwürden ausgezeichnet.